# Бумнижель, Али
Али́ Бумниже́ль (араб. علي بومنيجل‎; род. 13 апреля 1966, Мензель-Джемиль, Бизерта) — тунисский футболист, вратарь сборной Туниса (1991—2007); тренер.

## Карьера

### Клубная
Али Бумнижель начал футбольную карьеру во Франции, проведя 7 матчей за «Нанси» в сезоне 1991/92. С сезона 1992/93 голкипер стал выступать в основном составе «Геньона» и оставался игроком этой команды на протяжении последующих пяти лет. В 1997 году Бумнижель перешёл в «Бастию», в составе которой становился обладателем Кубка Интертото и финалистом Кубка Франции, однако за 6 сезонов сыграл в чемпионатах страны лишь 15 матчей. Сезон 2003/04 тунисец провёл в клубе Лиги 2 «Руан», после чего вернулся на родину, где в течение трёх лет выступал за «Клуб Африкен», став финалистом национального кубка. Завершил карьеру игрока в 2007 году.

### Международная
Али Бумнижель выступал за сборную Туниса с 1991 по 2007 год. В её составе голкипер участвовал в нескольких розыгрышах континентальных и мировых первенств. первым крупным международным турниром для Бумнижеля стал Кубок африканских наций 1994, где сборная Туниса не смогла выйти из группы с Заиром и Мали. В дальнейшем Али Бумнижель ещё трижды принимал участие в кубках африканских наций, в том числе и в победном для Туниса турнире 2004 года.
В 1998 году Али Бумнижель впервые попал в заявку сборной Туниса для участия в чемпионате мира, но ни одного матча на турнире не сыграл. Таким образом, первый матч за Тунис в финальных турнирах чемпионатов мира Бумнижель сыграл лишь 5 июня 2002 года против сборной России. Всего на ЧМ—2002 Бумнижель провёл 3 матча, в которых пропустил 5 мячей. На чемпионате мира 2006 года тунисский голкипер стал самым возрастным игроком турнира, но, несмотря на это, вновь защищал ворота сборной во всех трёх её матчах на турнире.
Помимо континентальных и мировых первенств Али Бумнижель сыграл за сборную Туниса 1 матч на Кубке конфедераций 2005.

## Достижения
Клубные
«Бастия»
- Обладатель кубка Интертото: 1997
- Финалист кубка Франции: 2001/02

«Клуб Африкен»
- Финалист кубка Туниса: 2005/06

В сборной
- Обладатель кубка африканских наций: 2004